# 蘭嶼
座標: 北緯22度03分 東経121度32分 / 北緯22.050度 東経121.533度
蘭嶼（らんしょ、台湾語 ランスー Lân-sū、タオ語: Ponso no Tao）は台湾本島の南東沖にある周囲40kmの孤島で、台東県蘭嶼郷に属する。かつては紅頭嶼（こうとうしょ）と呼ばれた。別称は Botel Tobago。北緯22°03分東経121°32分に位置する。

## 概要
台湾原住民のひとつで、フィリピン・バタン諸島から移り住んだとされるタオ族4,000人程が暮らしている。主要な産業はトビウオ類などの漁業とタオ族の伝統文化や奇岩などの自然を生かした観光業。民宿が各部落にある。自給的なタロイモやサツマイモの栽培、養豚、養鶏が行われているほか、山羊が放牧されている。蘭嶼小耳猪という小型の黒豚の発祥地。
島の最南端には低レベル放射性廃棄物の貯蔵施設があり、その存廃を巡って住民運動が起こっている。
なお、日本ではしばしば「蘭嶼島」と呼ばれることがあるが、「嶼」は小島を意味するので、「蘭嶼島」とすると「蘭小島島」という重複した意味になってしまう。ただ、地名表記の言語間翻訳の際には意図的にこのような訳が行われている例も多く見られる。

## 地理
蘭嶼は台湾本島の南東の太平洋上、緑島の南方にある、面積が48.4 km²の火山島である。バシー海峡を隔ててフィリピン最北部のバタン諸島と隣接しており、バタン諸島でもっとも北にあるマヴディス島との距離は99 kmである。島内最高峰は紅頭山（548 m）である。島内の大部分は山地で海岸線は入り組んでいるが、沿岸部に若干の平地がある。全島にわたって熱帯雨林が広がっている。

### 気候
気候は熱帯雨林気候であり、年間の雨量は3,000 mm以上、雨天の日数は224日にもなる。
| 蘭嶼 (1971-2000)の気候          | 蘭嶼 (1971-2000)の気候 | 蘭嶼 (1971-2000)の気候 | 蘭嶼 (1971-2000)の気候 | 蘭嶼 (1971-2000)の気候 | 蘭嶼 (1971-2000)の気候 | 蘭嶼 (1971-2000)の気候 | 蘭嶼 (1971-2000)の気候 | 蘭嶼 (1971-2000)の気候 | 蘭嶼 (1971-2000)の気候 | 蘭嶼 (1971-2000)の気候 | 蘭嶼 (1971-2000)の気候 | 蘭嶼 (1971-2000)の気候 | 蘭嶼 (1971-2000)の気候 |
| 月                              | 1月                    | 2月                    | 3月                    | 4月                    | 5月                    | 6月                    | 7月                    | 8月                    | 9月                    | 10月                   | 11月                   | 12月                   | 年                     |
| ------------------------------- | ---------------------- | ---------------------- | ---------------------- | ---------------------- | ---------------------- | ---------------------- | ---------------------- | ---------------------- | ---------------------- | ---------------------- | ---------------------- | ---------------------- | ---------------------- |
| 平均最高気温 °C （°F）          | 20.5 (68.9)            | 21.0 (69.8)            | 22.8 (73)              | 24.8 (76.6)            | 26.5 (79.7)            | 27.7 (81.9)            | 28.4 (83.1)            | 28.2 (82.8)            | 27.5 (81.5)            | 25.7 (78.3)            | 23.4 (74.1)            | 21.2 (70.2)            | 24.8 (76.6)            |
| 平均最低気温 °C （°F）          | 16.8 (62.2)            | 17.0 (62.6)            | 18.6 (65.5)            | 20.7 (69.3)            | 22.5 (72.5)            | 24.0 (75.2)            | 24.5 (76.1)            | 24.1 (75.4)            | 23.4 (74.1)            | 22.2 (72)              | 20.0 (68)              | 17.8 (64)              | 21.0 (69.8)            |
| 降水量 mm （inch）              | 273.9 (10.783)         | 219.8 (8.654)          | 163.0 (6.417)          | 164.8 (6.488)          | 263.0 (10.354)         | 262.9 (10.35)          | 225.0 (8.858)          | 275.0 (10.827)         | 394.2 (15.52)          | 331.0 (13.031)         | 273.7 (10.776)         | 235.0 (9.252)          | 3,081.3 (121.311)      |
| % 湿度                          | 86.8                   | 89.0                   | 89.8                   | 91.2                   | 92.1                   | 93.1                   | 91.9                   | 91.8                   | 90.7                   | 88.9                   | 87.9                   | 86.4                   | 90.0                   |
| 平均月間日照時間                | 80.2                   | 76.8                   | 104.8                  | 113.2                  | 137.4                  | 141.1                  | 198.3                  | 167.7                  | 153.9                  | 127.9                  | 90.2                   | 71.3                   | 1,462.8                |
| 出典：台湾中央氣象局 2009-03-17 |                        |                        |                        |                        |                        |                        |                        |                        |                        |                        |                        |                        |                        |

## 生物
昆虫、植物などに固有種、亜種がみられ、島の名前を冠するものもある。学名の lanshuana や botelensis は本島を意味する。
- ランユウコノハズク
- コウトウシロシタセセリ
- コウトウコガシラミズムシ
- ウスアヤカミキリの一種 Bumetopia lanshuana
- コウトウクロオビトゲムネカミキリ Sciades botelensis
- ランショシシンラン
- ワタセグモ(所謂タランチュラの一種) Yamia watasei

## 歴史

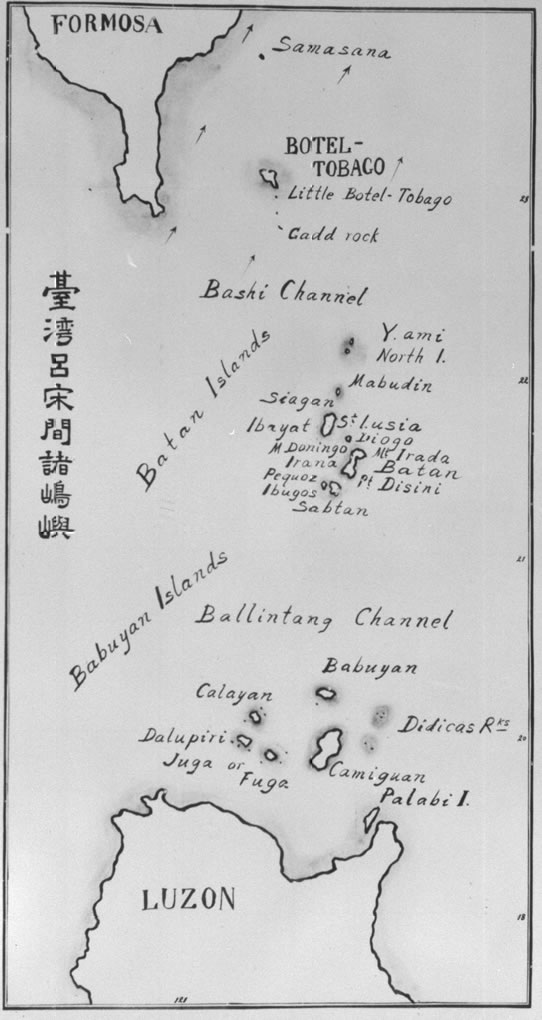
鳥居龍蔵による地図、台湾呂宋（ルソン）間諸島嶼図（東京大学図書館所蔵）。蘭嶼はBotel Tobagoと表記されている。

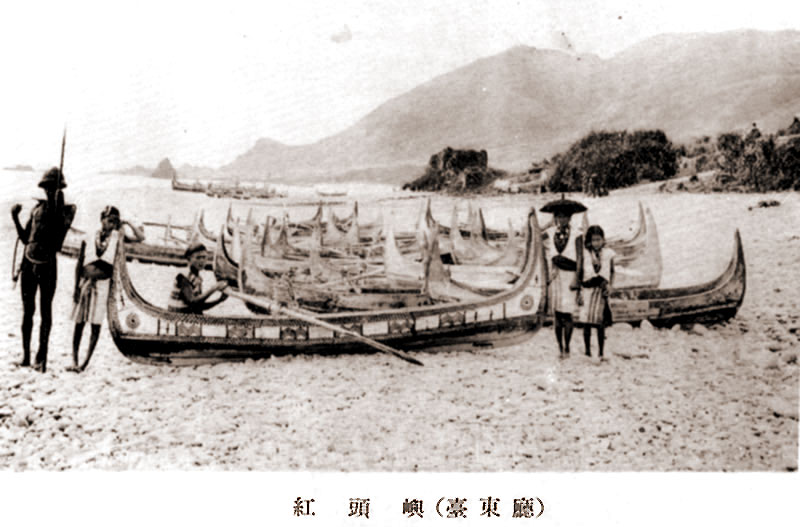
日本統治時代の絵葉書にみえる、チヌリクランと呼ぶ木造船。

- 1618年、明の張巒による『東西洋考』に紅頭嶼の名前で記述される。
- 1877年、恆春県の奉行周有基は紅頭嶼（蘭嶼）を恆春県に併入すると発表した。
- 1895年、下関条約発効後、日本政府が原住民の保護を目的として蘭嶼の開発を禁止し、文化人類学の研究区域として設定。
- 1897年、鳥居龍蔵による第一次調査が行われ、現地のヤミ族（現在はタオ族と呼ばれる）に関する調査が行われた。

## 交通

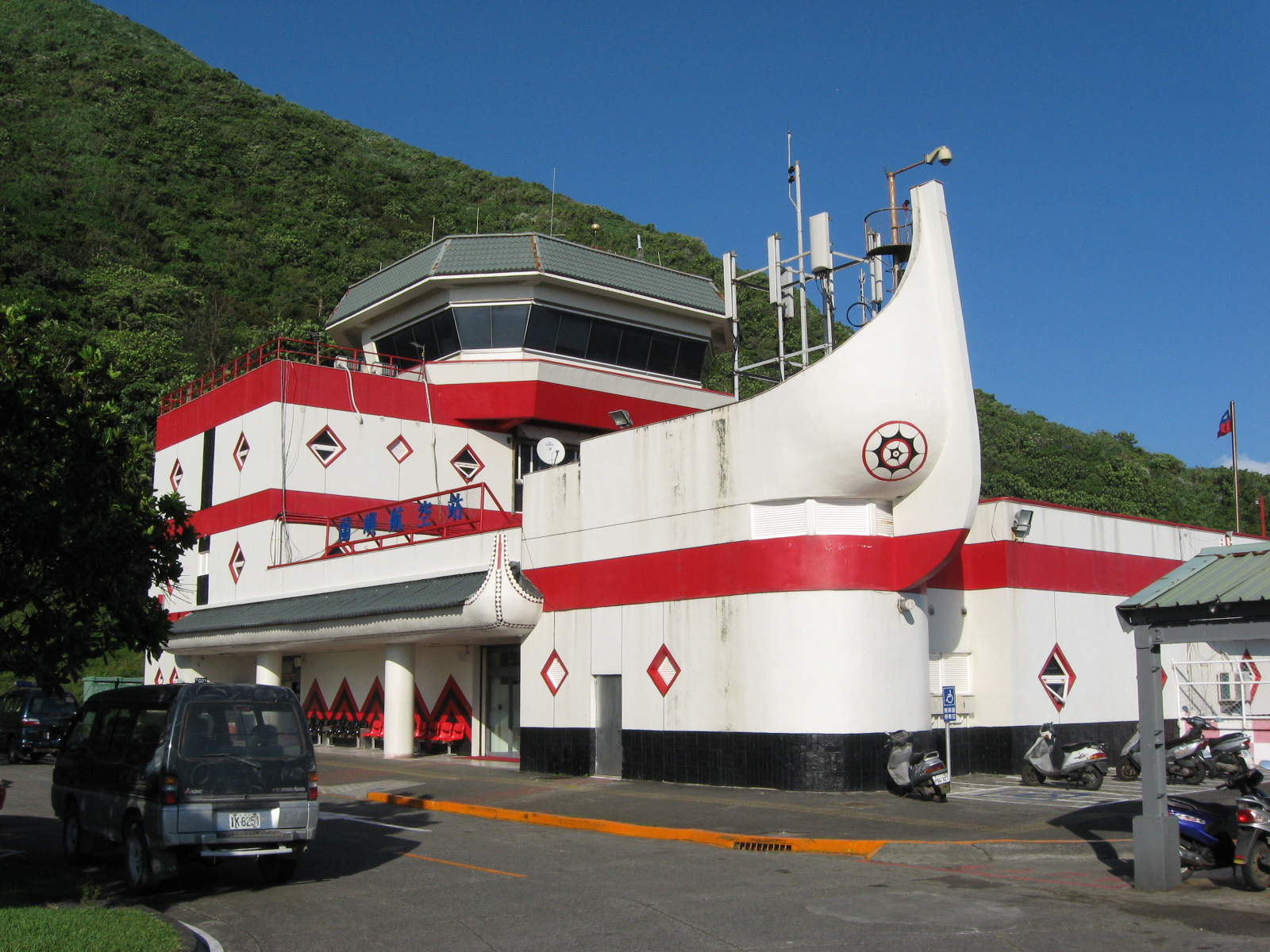
蘭嶼飛行場

### 台湾本島との連絡
台東から空路と水路で行く定期路線がある。日本から行く場合はまず台北松山空港へ移動し、松山空港から台東空港に飛んで飛行機を乗り換え、蘭嶼空港（Orchid Island Airport）へ行くのが早い。徳安航空が毎日台東から8往復程度運行しているが、満席のことが多く、前もって予約が必要。水路は、台東市内から鼎東客運バス等で富岡漁港に行き、金星客輪の高速船で開元港まで約3時間、途中で緑島に寄港する場合もある。船は一日おき程度に出ていて、席に余裕があるのが普通だが、事前に緑島之星などの運行業者に問い合わせて日程を確認する必要がある。また、屏東県の後壁湖漁港からも金星客輪で向かうことができる。

### 島内交通
島内には郷営の路線バスがあるが1日4便から2便（午前と午後に時計回り、反時計回り各1便。金曜午後は1便のみ。土日は午前午後1便のみ）と少なく、バイクが主な地元の足となっていて、港や空港でもレンタルが行われている。

## 放射性廃棄物貯蔵施設の問題
- 1982年、台湾電力（台電）が低レベル核廃棄物貯蔵施設を設置。現在でも現地では反対の声は続いている[5]。
- 1996年、台電が高レベル核廃棄物を持ち込んだ、という疑惑が発生。現地で激しい反対運動が起き、それ以来放射性廃棄物の搬入はすべて停止されている。そのため、台湾内の各原子力発電所で生じている放射性廃棄物は、各発電所内から搬出できない状態が続いている[6]。
- 2002年、100,000バレルの低レベル放射性廃棄物を島外に撤去するという政府の約束の履行を求めて、全島民の半数が参加するデモが放射性廃棄物貯蔵施設の前で行われた[7]。行政院院長の游錫堃（当時）は不履行に対して謝罪したが、撤去に関しては、代替用地の確保がスムーズではないため、撤去の見通しも不明であるとした。その一方で台電は蘭嶼の住民に対し、2億台湾ドル（NT、約5億円）を支払うことで貯蔵契約を9年間延長することを申し出ている。